# Miyako
Miyako è una città giapponese della prefettura di Iwate.